# Gennes-Longuefuye
Pour les articles homonymes, voir Gennes.
Gennes-Longuefuye est une commune nouvelle située dans le département de la Mayenne, en région Pays de la Loire, créée le 1er janvier 2019 et peuplée de 1 351 habitants. Elle est issue de la fusion des communes de Gennes-sur-Glaize et Longuefuye.
La commune fait partie de la province historique de l'Anjou (Haut-Anjou).

## Géographie

### Communes limitrophes
| Ruillé-Froid-Fonds, Fromentières | Saint-Charles-la-Forêt |                     |
| Château-Gontier-sur-Mayenne      | Gennes-Longuefuye      | Grez-en-Bouère      |
|                                  | Châtelain              | Bierné-les-Villages |

### Climat
Pour des articles plus généraux, voir Climat des Pays de la Loire et Climat de la Mayenne.
En 2010, le climat de la commune est de type climat océanique altéré, selon une étude du CNRS s'appuyant sur une série de données couvrant la période 1971-2000. En 2020, Météo-France publie une typologie des climats de la France métropolitaine dans laquelle la commune est exposée à un climat océanique et est dans la région climatique  Moyenne vallée de la Loire, caractérisée par une bonne insolation (1 850 h/an) et un été peu pluvieux. 
Pour la période 1971-2000, la température annuelle moyenne est de 11,4 °C, avec une amplitude thermique annuelle de 14 °C. Le cumul annuel moyen de précipitations est de 712 mm, avec 12 jours de précipitations en janvier et 6,4 jours en juillet. Pour la période 1991-2020, la température moyenne annuelle observée sur la station météorologique de Météo-France la plus proche, sur la commune de Coudray à 7 km à vol d'oiseau, est de 12,2 °C et le cumul annuel moyen de précipitations est de 718,4 mm,. Pour l'avenir, les paramètres climatiques de la commune estimés pour 2050 selon différents scénarios d'émission de gaz à effet de serre sont consultables sur un site dédié publié par Météo-France en novembre 2022.

## Urbanisme

### Typologie
Au 1er janvier 2024, Gennes-Longuefuye est catégorisée commune rurale à habitat dispersé, selon la nouvelle grille communale de densité à sept niveaux définie par l'Insee en 2022.
Elle est située hors unité urbaine. Par ailleurs la commune fait partie de l'aire d'attraction de Château-Gontier-sur-Mayenne, dont elle est une commune de la couronne,. Cette aire, qui regroupe 19 communes, est catégorisée dans les aires de moins de 50 000 habitants,.

## Toponymie
Le gentilé est Longennois.

## Histoire
Créée par un arrêté préfectoral du 14 novembre 2018, elle est issue du regroupement des deux communes de Gennes-sur-Glaize et Longuefuye qui deviennent des communes déléguées. Son chef-lieu est fixé à Gennes-sur-Glaize.

## Politique et administration

### Liste des maires
| Période      | Période  | Identité      | Étiquette | Qualité               |
| ------------ | -------- | ------------- | --------- | --------------------- |
| janvier 2019 | En cours | Michel Giraud | DVD       | Agriculteur, retraité |

### Communes déléguées
| Nom                       | Code Insee | Intercommunalité              | Superficie (km2) | Population (dernière pop. légale) | Densité (hab./km2) |
| ------------------------- | ---------- | ----------------------------- | ---------------- | --------------------------------- | ------------------ |
| Gennes-sur-Glaize (siège) | 53104      | CC du Pays de Château-Gontier | 25,97            | 991 (2016)                        | 38                 |
| Longuefuye                | 53138      | CC du Pays de Château-Gontier | 14,32            | 337 (2016)                        | 24                 |

## Population et société

### Démographie
L'évolution du nombre d'habitants est connue à travers les recensements de la population effectués dans la commune depuis sa création.
En 2022, la commune comptait 1 351 habitants, en évolution de +1,73 % par rapport à 2016 (Mayenne : −0,73 %, France hors Mayotte : +2,11 %).
| 2016  | 2021  | 2022  |
| ----- | ----- | ----- |
| 1 328 | 1 344 | 1 351 |

### Enseignement
Il y a deux écoles à Gennes-Longuefuye : une école maternelle et primaire publique et une autre privée.

## Économie
La commune dispose d'une boulangerie, d'une épicerie, d'un bar-tabac, d'un salon de coiffure et d'un médecin généraliste.

## Culture locale et patrimoine

### Héraldique
| Blason de Gennes-Longuefuye | Blason  | Gironné d'azur et d'argent; sur le tout de gueules au lion d'argent armé, lampassé et couronné d'or. |
| Blason de Gennes-Longuefuye | Détails | Officiel - reprise du blason de Gennes-sur-Glaize après la fusion des 2 communes.                    |